# 김용임
김용임(1965년 12월 27일 ~ )은 대한민국의 트로트 가수이다. 서울예술대학교 무용과에 재학하던 중, 1984년 KBS 신인가요제에 《목련》이라는 노래로 참여하면서 가수에 데뷔하였다. 1984년 '김지운'이라는 이름으로 데뷔앨범을 발표하고 80년대 후반 서너장의 정규 앨범을 발표하였다. 1990년에는 '김미란'이라는 이름으로도 1장의 정규앨범을 발표 한바 있다. 이후에는 '김용임'이라는 이름으로 활동하였다. 1987년부터 학생메들리에 참여하다가 1991년에 본격적인 가수활동을 시작하였으며 2002년 《열두줄》로 인기가수가 되었다. 현재까지도 여러 행사를 뛰며 대중들에게 널리 알려져 있다. 특히 김용임은 트로트 가수 중에서도 이미자, 김연자, 주현미, 문희옥, 유지나와 함께 정통 트로트의 계보를 잇는 가수 중 하나이다.

## 학력
- 경기여자고등학교 졸업
- 서울예술대학교 무용학과 졸업

## 데뷔
- 1984년 [목련]

## 정규 음반
- 1984년 [김지운1집] - 초원에 살자 / 청산 가자
- 1986년 [김지운2집] - 끊어진 연줄 / 남은 정
- 1987년 [김지운3집] - 나비야 청산 가자 / 넓고 넓은 바닷가에
- 1990년 [김미란] - 연변 아가씨 / 그 사람 좋아
- 1991년 빗물은 내 마음 알거야 / 연변아가씨
- 2000년 의사선생님 / 경의선 열차
- 2002년 열두줄 / 어머님께 바치는 노래
- 2003년 사랑의 밧줄
- 2006년 내 사랑 그대여
- 2009년 빙빙빙
- 2011년 부초같은 인생
- 2013년 내장산
- 2014년 사랑님
- 2016년 나이야 가라 / 울지마라 세월아 / 양산에서 맺은 첫사랑
- 2017년 오늘이 젊은날
- 2019년 사랑 여행 / 물망초
- 2021년 강릉 어머니길 / 거울 앞에서 / 천년학
- 2022년 인생 시계

## 홍보대사
- 2013년 글로벌 한민족 평화 홍보대사

## 수상
- 1984년 KBS 신인가요제 장려상
- 1989년 KBS 가요무대 트로트신인가수선발대회 은상 수상
- 2002년 전통가요협회 최우수상
- 2004년 연주인이 뽑은 최고 가수상
- 2005년 제39회 가수의 날 모범가수상
- 2005년 문화관광부장관 표창 선행상
- 2005년 청주방송 전국 톱 10 가요 쇼 1위
- 2006년 서울 가요대상 모바일 인기상
- 2006년 가요대상 올해의 가수상
- 2007년 한국인기연예대상 전통가수상
- 2007년 성인가요부문 10대 가수상
- 2007년 아이넷TV 성인가요 베스트 50 1위
- 2008년 작가의 날 최고의 가수상
- 2008년 성인가요부문 10대 가수상
- 2009년 성인가요부문 10대 가수상
- 2010년 봉사공로상
- 2010년 제18회 대한민국문화연예대상 성인가요 10대 가수상
- 2011년 제18회 대한민국 연예예술상 여자성인가요가수상
- 2011년 제19회 대한민국문화연예대상 성인가요 최우수상
- 2012년 제19회 대한민국 연예예술상 성인가요 가수상
- 2012년 제12회 대한민국 전통가요대상 여자 7대가수상
- 2020년 제1회 트롯어워즈 트롯100년 여자 베스트 가수상

## 공연
- 2023.05.28. 《2023 드림콘서트 트롯》(부산 아시아드주경기장 보조경기장)[1]